# Венаска
Венаска (итал. Venasca) је насеље у Италији у округу Кунео, региону Пијемонт.
Према процени из 2011. у насељу је живело 1227 становника. Насеље се налази на надморској висини од 556 м.

## Становништво
| 1931. | 1936. | 1951. | 1961. | 1971. | 1981. | 1991. | 2001. | 2011. |
| ----- | ----- | ----- | ----- | ----- | ----- | ----- | ----- | ----- |
| 2.188 | 2.219 | 2.072 | 1.925 | 1.734 | 1.592 | 1.538 | 1.512 | 1.472 |